# The Only Man (film 1915)
The Only Man è un cortometraggio muto del 1915 diretto da W.P. Kellino.

## Trama
La vacanza di un caporeparto in un villaggio sul mare dove tutti gli uomini si sono arruolati.

## Produzione
Il film fu prodotto dalla Homeland.

## Distribuzione
Distribuito dalla Globe, il film - un cortometraggio in tre bobine - uscì nelle sale cinematografiche britanniche nel novembre 1915.